# Tvärs över tiden
Tvärs över tiden är Attentats sjätte singel och en comebackskiva efter att bandet legat nere i sex år. Den mottogs väl av publik och media som ansåg att låten både var melodistark och hade ett modernt rocksound.  Medverkar gör Mats Jönsson, Magnus Rydman, Cristian Odin, Peter Björklund och Roberto Laghi. På blåsinstrument hörs Olle Nicklasson och Salomon Helperin.